# 어느날 머리에서 뿔이 자랐다 (CROWN)
《어느날 머리에서 뿔이 자랐다 (CROWN)》는 투모로우바이투게더의 데뷔 곡이자, 첫 번째 미니 음반 《꿈의 장: STAR》의 타이틀 곡이다. 2019년 3월 4일에 발표되었다.

## 차트

### 주간 차트
| 차트               | 최고순위 |
| ------------------ | -------- |
| 가온 디지털 차트   | 86       |
| 가온 다운로드 차트 | 14       |
| 가온 스트리밍 차트 | 113      |
| 가온 BGM 차트      | 94       |
| 가온 소셜 차트     | 1        |
| 음악 방송          | 순위     |
| 더 쇼              | 1        |
| 쇼 챔피언          | 1        |
| 엠카운트다운       | 1        |
| 뮤직뱅크           | 3        |
| 쇼! 음악중심       | 8        |
| SBS 인기가요       | 2        |